# 後宇多天皇宸翰御手印遺告

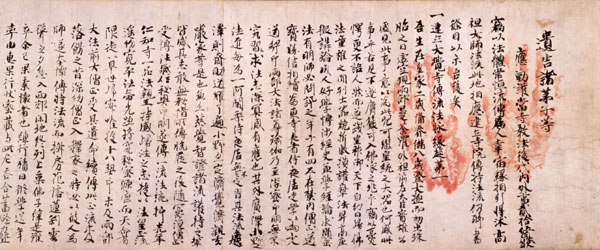
『後宇多天皇宸翰御手印遺告』（巻頭部分）

『後宇多天皇宸翰御手印遺告』（ごうだてんのうしんかんおていんゆいごう）は、後宇多天皇が元亨元年（1321年）に大覚寺が再興された経緯、大覚寺と真言密教が永く興隆をすることを願って定めた遺誡21箇条を記した書。略称は『御手印遺告』（おていんゆいごう）。その他、後宇多法皇御遺告、御遺告とも称される。1巻。全文6500文字余り。宸翰様の書作品。後宇多天皇宸筆（自筆）の草本が現在も大覚寺に所蔵されている。昭和26年（1951年）6月9日、国宝指定。

## 概要
大覚寺建立の縁起、大覚寺護持のための掟と密教興隆の願いを、永く後世に伝えるべく執筆された遺告。執筆時期は、元亨2年（1322年）5月以降から崩御する元亨4年（1324年）7月までの間。後宇多天皇が傾倒した空海の『御遺訓』に倣って25箇条まで作る予定だったようだが、実物は21箇条で終わっている。また、年期を記すべき箇所を空白にし、所々に推敲の跡が見られることから、元々は清書を予定していた草稿として作られたと考えられる。原本では、後宇多天皇自身が真言の部分、7箇条目まで8箇所に御手印（手形）を押している。
大正5年（1916年）5月24日、『官報』第1042号の文部省告示第84号により、「紙本墨書御手印御遺告傳後宇多天皇宸翰」の指定名称で、当時の国宝（乙種・筆蹟）、後の重要文化財に指定された。所有者は大覚寺。
昭和26年（1951年）6月9日付で、昭和27年（1952年）1月12日の『官報』第7502号の文化財保護委員会告示第2号により、「後宇多天皇宸翰御手印遺告」の指定名称で、国宝（書跡の部）に指定された。官報告示の所有者表記は「大覚寺」、住所表記は「京都府京都市右京区嵯峨大沢町」。

## 21箇条（抜粋要約）
1条・後宇多天皇が自身の経歴を述べ、密教興隆を願う気持ち
2条・密教における祈祷の意義
3条・国家と仏法の興廃に関して
4条・教王常住院の建立について
9条・僧侶教養の軌則
11条・童子の教育について
12条・禁ずべき行為・事柄
14条・御追福に関すること
15条・御陵について
21条・禅助に対して報恩する気持ち